# Stephen Ellis
Stephen Ellis (S.D.K. Ellis, Nottingham, 13 juni 1953 - Amsterdam, 29 juli 2015) was een Britse historicus, Afrikanist en mensenrechtenactivist. Zijn onderzoek betrof vooral hedendaags Afrika, zoals ontwikkelingen in Liberia, Nigeria, Madagaskar, Zuid-Afrika, Sierra Leone en de invloed van Afrika wereldwijd.

## Leven
Ellis studeerde moderne geschiedenis aan de Universiteit van Oxford en promoveerde daar in 1981. Van 1979 tot 1980 was hij universitair docent aan de Universiteit van Antananarivo, Madagaskar. Van 1982 tot 1986 leidde hij de afdeling voor Afrika bij het Internationale secretariaat van Amnesty International in Londen en later was hij hoofdredacteur van de nieuwsbrief Africa Confidential. Van 1991 tot 1994 was Ellis eerst algemeen secretaris en later directeur van het Afrika-Studiecentrum in Leiden. Na een project voor het ministerie van Buitenlandse Zaken - de Global Coalition for Africa, dat leidde tot zijn boek Africa Now (1996) - keerde hij naar het Afrika-Studiecentrum terug als senior onderzoeker. Hij werd Desmond Tutu Professor of Youth, Sport and Reconciliation aan de Vrije Universiteit Amsterdam. Ellis was Africa Program Director bij de International Crisis Group van 2003 tot 2004. Hij maakte deel uit van verschillende redactieraden, bijvoorbeeld van het tijdschrift African Affairs, waar hij redacteur van was.
Zijn boek External Mission: The ANC in Exile 1960–1990 kreeg de Recht Malan Prize for Non-Fiction in Zuid-Afrika.
Ellis was getrouwd met afrikanist Gerrie ter Haar. In 2012 werd leukemie bij hem geconstateerd, waaraan hij overleed in juli 2015.

## Publicaties
Onder meer
- Rising of the Red Shawls (1985, Cambridge University Press)
- (fr)  Un Complot à Madagascar (1990, Karthala)
- met Tsepo Sechaba: Comrades against apartheid: The ANC and the South African Communist Party in exile (1992, James Currey, London)
- (ed.) Africa Now. People policies and institutions (1996). ISBN 978-0435089870
- met Jean-François Bayart, Béatrice Hibou: The Criminalization of the State in Africa (1999, James Currey, London)
- The Mask of Anarchy: the destruction of Liberia and the religious dimension of an African civil war (2001, Hurst, London, ISBN 9780814722381)
- met Gerrie ter Haar: Worlds of power: Religious thought and political practice in Africa (2004, Oxford University Press, New York)
- West Africa's international drug trade (2009, tijdschrift artikel African Affairs 108 (431) 171 - 196)
- Season of rains: Africa in the world (2012), with a foreword by Archbishop Desmond Tutu. University of Chicago Press.
- External Mission: The ANC in Exile 1960–1990 (2012), London: Hurst & Company, 288 pp. ISBN 978 1 84904 262 8
- This Present Darkness: A History of Nigerian Organised Crime (2016), Hurst Publishers (London). ISBN 9781849046305

## Archief
Het archief van Ellis (15 m.) werd in 2019 aan het Afrika-Studiecentrum in Leiden geschonken.